# 다이옥세인

다이옥세인의 이성질체.

다이옥세인(영어: dioxane, 독일어: Dioxan)은 분자식 C4H8O2의 투명 무색의 유기 화합물로 실온에서 액체이며 끓는점은 101°C이다. 다이에틸 에테르와 비슷한 냄새가 난다.

## 이성질체
- 1,2-다이옥세인
- 1,3-다이옥세인
- 1,4-다이옥세인

다이옥세인의 세 이성질체 중 가장 많이 존재하는 것은 1,4-다이옥세인이며, 일반적으로 다이옥세인이라고 하면 1,4-다이옥세인을 가리킨다.

## 같이 보기
- 다이옥산온